# Franco Vázquez
Franco Vázquez (Córdoba, 1989. február 22. –) argentin válogatott labdarúgó, a Parma játékosa.

## Sikerei,díjai
- US Palermo:
  - Serie B: 2013-14[2]

- Sevilla:
  - Európa-liga: 2019–20